# Cadeo
Cadeo é uma comuna italiana da região da Emília-Romanha, província de Piacenza, com cerca de 5.459 habitantes. Estende-se por uma área de 38 km², tendo uma densidade populacional de 144 hab/km². Faz fronteira com Carpaneto Piacentino, Cortemaggiore, Fiorenzuola d'Arda, Pontenure.

## Demografia
| Variação demográfica do município entre 1861 e 2011                               |
|                                                                                   |
| Fonte: Istituto Nazionale di Statistica (ISTAT) - Elaboração gráfica da Wikipedia |